# Circonscription de Bean

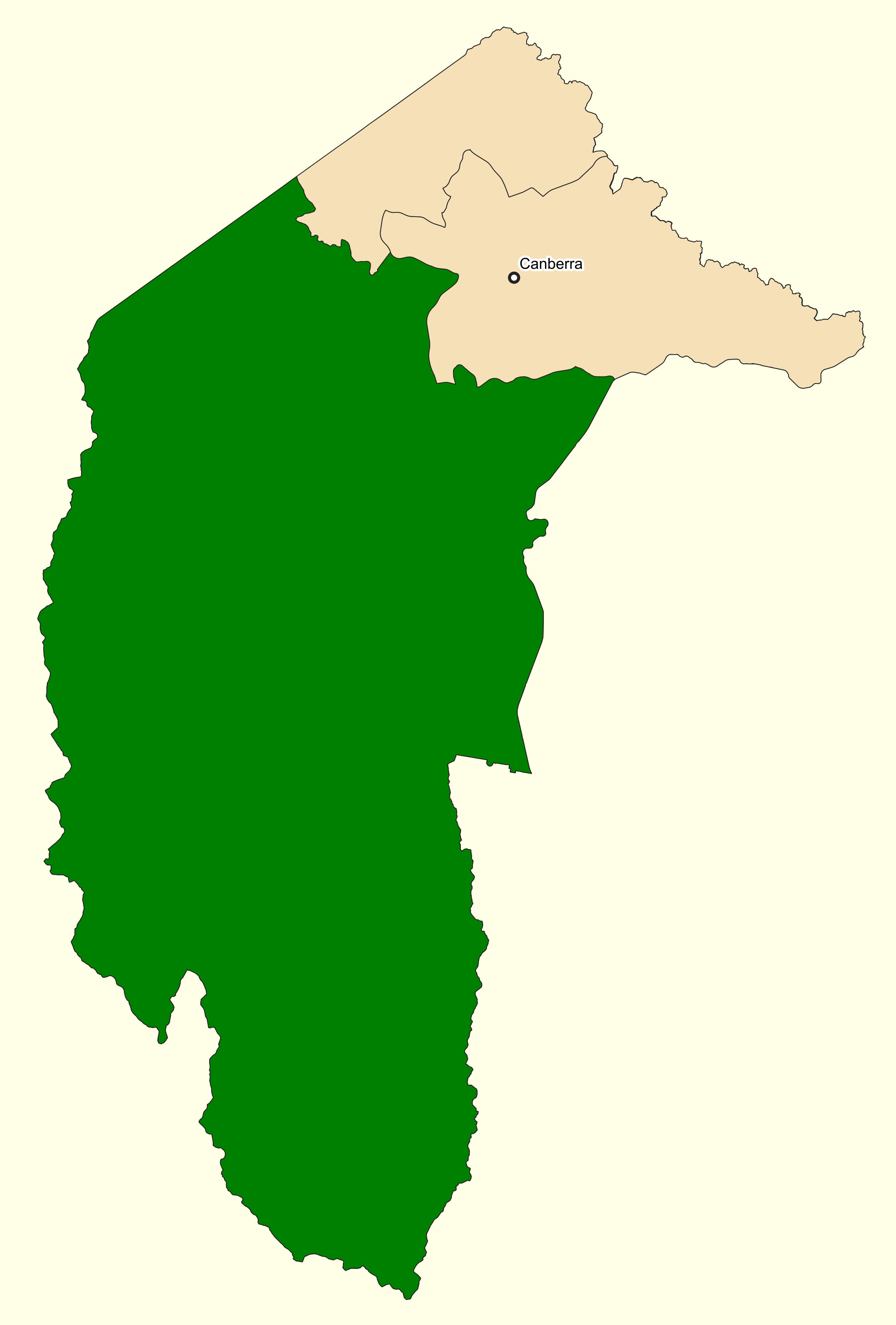
Localisation de Bean dans le Territoire de la capitale australienne.

La circonscription de Bean est une circonscription fédérale australienne dans le Territoire de la capitale australienne. Il a été créé en 2019. Il comprend l'Île Norfolk.

## Députés
| Image | Nom         | Parti        | Période de mandat |
| ----- | ----------- | ------------ | ----------------- |
|       | David Smith | Travailliste | 2019–en cours     |

## Résultats des élections
| Parti                            | Parti                        | Candidat                     | Voix    | %     | ±     |
| -------------------------------- | ---------------------------- | ---------------------------- | ------- | ----- | ----- |
|                                  | Travailliste                 | David Smith (en)             | 41 060  | 41,73 | +3,59 |
|                                  | Libéral                      | Jane Hiatt                   | 29 241  | 29,72 | −1,72 |
|                                  | Verts                        | Kathryn Savery               | 14 559  | 14,80 | +1,71 |
|                                  | Indépendant                  | Jamie Christie               | 8 023   | 8,15  | −0,12 |
|                                  | UAP                          | Sean Conway                  | 2 831   | 2,88  | +0,48 |
|                                  | Une nation                   | Benjamin Ambard              | 2 680   | 2,72  | +2,72 |
| Total des suffrages exprimés     | Total des suffrages exprimés | Total des suffrages exprimés | 98 394  | 97,12 | +2,27 |
| Votes nuls                       | Votes nuls                   | Votes nuls                   | 2 915   | 2,88  | −2,27 |
| Participation                    | Participation                | Participation                | 101 309 | 92,58 | −1,20 |
| Résultat de préférence bipartite |                              |                              |         |       |       |
|                                  | Travailliste                 | David Smith (en)             | 61 935  | 62,95 | +5,43 |
|                                  | Libéral                      | Jane Hiatt                   | 36 459  | 37,05 | −5,43 |
|                                  | Travailliste retenir         | Travailliste retenir         | Swing   | +5,43 |       |